# Eucithara caledonica
Eucithara caledonica é uma espécie de gastrópode do gênero Eucithara, pertencente à família Mangeliidae.